# 段巘生
段巘生，湖广长宁人，清朝政治人物。进士出身。
康熙四十五年，登進士。雍正二年（1724年），擔任清朝廣州府新安縣知縣。后由王師旦接任。